# Skelky (Wassyliwka)
Skelky (ukrainisch Скельки; russisch Скельки Skelki) ist ein Dorf in der ukrainischen Oblast Saporischschja mit etwa 2200 Einwohnern (2004).

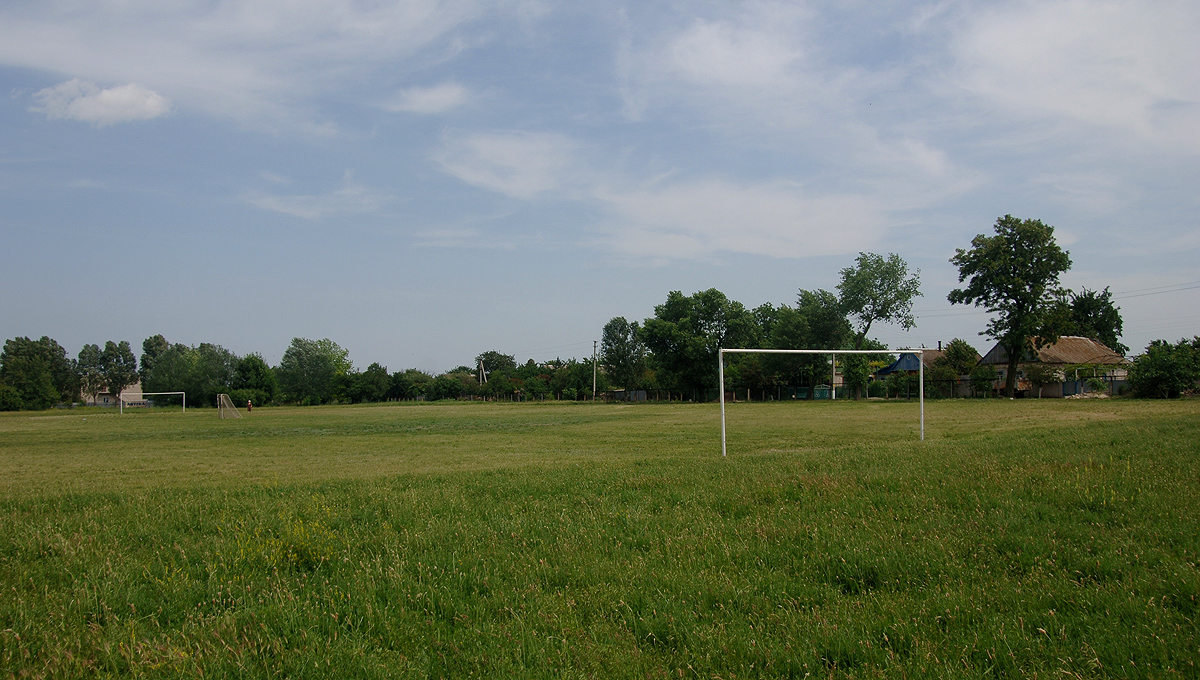
Sportplatz im Ort

Skelky wurde 1784 gegründet und liegt an der Territorialstraße T–08–17 und am zum Kachowkaer Stausee angestauten Dnepr 12 km westlich vom Rajonzentrum Wassyliwka und 70 km südlich vom Oblastzentrum Saporischschja.
Im März 2022 wurde der Ort durch russische Truppen im Rahmen des Russischen Überfalls auf die Ukraine eingenommen und befindet sich seither nicht mehr unter ukrainischer Kontrolle.
Am 12. Juni 2020 wurde das Dorf ein Teil der neugegründeten Stadtgemeinde Wassyliwka, bis dahin bildete es zusammen mit den Dörfern Slatopil (Златопіль), Majatschka (Маячка), Perschotrawnewe (Першотравневе) und Schewtschenka (Шевченка) die gleichnamige Landratsgemeinde Skelky (Скельківська сільська рада/Skelkiwska silska rada) im Westen des Rajons Wassyliwka.